# Mississippi Burning – Die Wurzel des Hasses
Mississippi Burning – Die Wurzel des Hasses ist ein Filmdrama aus dem Jahr 1988 von Alan Parker mit Gene Hackman und Willem Dafoe in den Hauptrollen. Es basiert auf wahren Ereignissen.

## Handlung
1964 im US-Bundesstaat Mississippi: Drei junge Männer sind nachts auf einer abgelegenen Straße unterwegs, als sie von sieben Männern in drei Fahrzeugen verfolgt und bedrängt werden. Als sie auf einem Fahrzeug ein Polizeilicht sehen, halten sie an. Daraufhin werden sie als „Judenbengel“ und „Niggerfreunde“ beschimpft und erschossen. Bei den drei Männern (zwei Weißen und einem Schwarzen) handelt es sich um Bürgerrechtler, die sich für das Wahlrecht für Schwarze eingesetzt hatten. Nachdem die Männer als vermisst gemeldet worden sind, werden zwei FBI-Agenten zur Aufklärung des Falles ins ländliche Jessup County geschickt: der junge, getreu nach den Buchstaben des Gesetzes agierende Alan Ward aus dem Norden sowie der ältere Rupert Anderson, der früher einmal selbst Sheriff in diesem südlichen Bundesstaat war.
Der am Ort herrschende offene Rassismus, die mangelnde Kooperationsbereitschaft der lokalen Polizeibehörden und die – durch gegen sie gerichtete Brandstiftungen – eingeschüchterten Schwarzen erschweren die Ermittlungen. Als versucht wird, beide Agenten einzuschüchtern, indem ihnen ein brennendes Kreuz vor die Tür gestellt wird, fordert Ward zusätzliche Agenten an. Sie finden den ausgebrannten Wagen der jungen Männer in einem Sumpfgebiet in der Nähe. Jetzt sind beide überzeugt, dass die Vermissten das Gebiet nie verlassen haben und tot sein müssen. Daraufhin fordert Ward eine Hundertschaft von Mitarbeitern des FBIs und Militärpersonal an, um mit deren Hilfe das gesamte Sumpfgebiet nach den Toten zu durchsuchen. Sie finden die Leichen nicht.
Anderson sucht währenddessen den Kontakt zu der Ehefrau des Hilfssheriffs Clinton Pell, weil er durch ein Foto darauf aufmerksam wurde, dass dieser Mitglied des Ku-Klux-Klans ist. Sie verschafft ihrem Mann ein Alibi für die Tatzeit, gesteht aber später, entsetzt über das Geschehene, dass ihr Mann an den Morden beteiligt war und die Leichen auf einer Farm unter einem Erdwall vergraben sind. Als das FBI die Leichen birgt, vermuten die Täter sogleich, dass Pells Frau geredet hat; diese wird deshalb von ihrem Mann und einigen Mittätern in ihrem Haus brutal zusammengeschlagen. Ward und das FBI akzeptieren daraufhin aufgrund der neuen Erkenntnisse Andersons dessen illegale Methoden: dieser ist wegen der Misshandlung von Pells Frau besonders entschlossen, auch solche Methoden zu nutzen.
Sie lassen den Bürgermeister Tilman von einem schwarzen FBI-Kollegen entführen, weil sie aufgrund seiner mit der Zeit immer stärker werdenden Aggressivität merken, dass er über das Geschehene Bescheid weiß. Der FBI-Mann zwingt ihn unter Folterandrohung zur Aussage und lässt ihn dann laufen. Laut dessen erpresster Aussage haben Clinton Pell und sein Freund Frank Bailey die Bürgerrechtler erschossen, wobei auch andere, indirekt auch der Sheriff, geholfen haben, und sie dabei auch ihre Möglichkeiten innerhalb der lokalen Polizeibehörde dafür missbraucht haben. Alle sind Mitglieder des Ku-Klux-Klans, was Tilman vor der Tat auch wusste, und wurden zu dieser Tat durch ihr Oberhaupt Clayton Townley angestiftet. Aufgrund der illegalen Methode der Aussageerzwingung kann diese Aussage jedoch für eine Anklage nicht verwendet werden, und eine Anklage wegen Mordes ist in Mississippi auch bei ausreichendem Beweismaterial wegen des herrschenden Rassismus nicht erfolgversprechend. Deswegen beschließen sie, die Täter wegen Verletzung der Bürgerrechte vor ein Bundesgericht zu bringen und entsprechende legale Beweise gegen die Täter dafür zu sammeln.
Mit Hilfe der illegalen Aussage können die FBI-Ermittler später durch Manipulationen, Lügen und Täuschungsmanöver diese legalen Beweise sammeln und einen Insider zum Reden bringen, der alles bestätigt. Daraufhin werden alle Beteiligten verhaftet und angeklagt. Clinton Pell, Frank Bailey und Clayton Townley werden zu je zehn Jahren Haft verurteilt, Floyd Swilley und Wesley Cooke zu je sieben Jahren und Lester Cowens, der Insider, zu drei Jahren Haft verurteilt. Sheriff Stuckey wird wegen mangelnder Beweise freigesprochen, weil er sich ein Alibi verschaffen und somit auch Zweifel hinsichtlich seiner Schuld begründen konnte, während Tilman sich erhängt, um der Verhaftung wegen Beihilfe durch Unterlassen entgehen zu können.

## Hintergrund
- Der Film wurde inspiriert vom tatsächlichen Fall der Ermordung von drei Bürgerrechtlern (James Earl Chaney, Michael Schwerner und Andrew Goodman) durch Mitglieder des White Knights of the Ku Klux Klan in Neshoba County am 21. Juni 1964.[1][2] Der Fall wurde bereits 1975 unter dem Titel Attack on Terror: The FBI vs. the Ku Klux Klan als zweiteiliges TV-Doku-Drama für den Fernsehsender CBS verfilmt, das 1980 unter dem deutschen Titel FBI – Kampf dem Terror auch im ZDF ausgestrahlt wurde.
- Der Filmtitel bezieht sich auf den damaligen Decknamen der FBI-Untersuchung zum Fall: Mississippi Burning, abgekürzt MIBURN.[3][4]
- Die Dreharbeiten zum Film begannen am 7. März 1988 und endeten im Mai 1988. Gedreht wurde an verschiedenen Orten im Bundesstaat Mississippi sowie in La Fayette (Alabama).
- Die Produktionskosten wurden auf 15 Millionen US-Dollar geschätzt. In den Kinos der USA wurden rund 34,6 Millionen US-Dollar eingespielt.
- Bundesweiter Kinostart in den USA war am 27. Januar 1989, zuvor gab es im Dezember 1988 eine Veröffentlichung in ausgewählten Regionen (einen sogenannten „Limited Release“). In Deutschland kam der Film am 6. April 1989 in die Kinos. Zuvor wurde der Film im Rahmen des Wettbewerbs der Internationalen Filmfestspiele Berlin 1989 gezeigt.
- Lawrence A. Rainey, der 1964 Sheriff von Neshoba County war, verklagte nach dem Erscheinen des Films die Produktionsfirma Orion wegen Verleumdung. Nachdem Orion angekündigt hatte, neue Zeugen zu präsentieren, die seine Verwicklung in die Morde bestätigen würden, ließ er die Klage 1989 fallen[5].
- Dem im Film beschriebenen Anschlag auf Homer Wilkes liegt der echte Fall des Afroamerikaners Judge Edward Aaron zugrunde. Dieser wurde von sechs Mitgliedern des Ku-Klux-Klans 1957 zusammengeschlagen, lebensgefährlich verletzt und kastriert.[6][7][8] Zwei der Täter sagten als Kronzeugen gegen die anderen aus und erhielten eine reduzierte Haftstrafe. Als der rassistische Gouverneur George Wallace sein Amt antrat, begnadigte er sofort die Täter – allerdings nicht die beiden Kronzeugen. Eine Begründung nannte er nicht.[6][9][10]

## Kritiken
„Das Problem […] ist die sadistische Dirty-Harry-Masche, die Hackman gegen die Ku-Klux-Klan-Brutalos im Süden einsetzt, sie gleichsam mit ihren eigenen Waffen schlagend und dabei an atavistische Rachegelüste appellierend: Gegen Schweine helfen nur schweinische Methoden. In einer Szene setzt Hackman, während FBI-Beamte grinsend und ihn abschirmend vor der Tür stehen, einem Südstaaten-Polizisten das Messer im Rasiersalon an die Kehle und ritzt ihm ungerührt das Gesicht auf, bevor er ihn zusammenschlägt. […] Aber gerade in diesem authentischen Fall hat sich das FBI aus guten Gründen gehütet, der schweigenden und gelegentlich lynchen lassenden Mehrheit im Süden auch nur ein Argument gegen die Ermittlungen zu liefern. Und daß ein Film, der illegales Unrecht und verschwörerische Brutalität anprangern will, ausgerechnet zu ihrer Bekämpfung nach deren Methoden greifen muß, schwächt seine moralische Position doch sehr.“

„Der Film ist ein Duell: Gene Hackman und Willem Dafoe gegen den Ku-Klux-Klan. Deshalb ist es ziemlich unsinnig, Alan Parker vorzuwerfen, er zeige keine Helden mit schwarzer Hautfarbe. Schlimmer ist, daß Parkers effekthascherische Regie so ziemlich alles tut, um ,Mississippi Burning‘ in den Abklatsch eines Gangsterfilms zu verwandeln. Dennoch durchbricht der Film ein Tabu: er setzt eine ganze Schicht weißer amerikanischer Spießer ins Unrecht, und er zeigt die politischen Interessen, die hinter dem Rassenhaß der Südstaatler stehen. Parkers Film hat viele Schwächen, aber harmlos ist er nicht.“

„Atmosphärisch dicht fotographiert, gut gespielt und durchweg ansprechend inszeniert, strauchelt der Film aber immer, wenn man hinter die gelackte Fassade der hochkarätigen Hollywood-Produktion schaut und ein so flaches wie plakatives Script erblickt, dessen Dramaturgie aus wenig mehr besteht als: The FBI vs. the KKK. […] Für die Zuschauer, die sich bei einer gut erzählten Geschichte nicht unbedingt an den weiterreichenden problematischen Repräsentationsstrategien des amerikanischen Mainstreamkinos stören lassen, bietet Mississippi Burning eben genau das: grundsolides Hollywood-Erzählkino.“

„Im Handlungsablauf dem Schema eines Western nicht unähnlich, rückt der Film die Folgen jahrhundertelanger Unterdrückung der Farbigen überzeugend ins Bild – im Zentrum stehen freilich einmal mehr die Weißen. Vorzüglich gespielt und dicht inszeniert.“

## Auszeichnungen
- Bei der Oscarverleihung 1989 gewann Kameramann Peter Biziou einen Oscar in der Kategorie Beste Kamera. Darüber hinaus war der Film in sechs weiteren Kategorien für einen Oscar nominiert: Bester Hauptdarsteller (Gene Hackman), Beste Nebendarstellerin (Frances McDormand), Beste Regie (Alan Parker), Bester Schnitt (Gerry Hambling), Bester Film sowie Bester Ton.
- Zur Verleihung der Golden Globe Awards 1989 war der Film in vier Kategorien nominiert: Beste Regie (Alan Parker), Bester Hauptdarsteller – Drama (Gene Hackman), Bestes Filmdrehbuch (Chris Gerolmo), sowie Bester Film – Drama.
- Im Wettbewerb der Internationalen Filmfestspiele Berlin 1989 gewann Gene Hackman den Filmpreis Silberner Bär als Bester Darsteller, Regisseur Alan Parker war zudem für den Filmpreis Goldener Bär nominiert.
- Bei der Verleihung der britischen BAFTA Film Awards gewann der Film in drei Kategorien einen Preis (für Kamera, Schnitt und Ton) und war zudem in zwei weiteren Kategorien nominiert (für Regie und Filmmusik).
- 1989 wurde der Film mit dem Political Film Society Award für Menschenrechte ausgezeichnet.